# Хамадан (остан)
34°47′53.52″ пн. ш. 48°30′52.56″ сх. д. / 34.7982000° пн. ш. 48.5146000° сх. д.
Хамадан (перс. همدان, Hamadân, азерб. Həmədan, трансліт. همدان, курд. Hemedan) — одна з тридцяти провінцій (останів) Ірана. Площа провінції — 19 546 км². У 1996 році населення становило 1,7 мільйона осіб. Столиця — місто Хамадан, інші великі міста — Малайер (160 тисяч), Нахавенд (75 тисяч), Туйсеркан (44 тисячі), Кабудараханг (20 тисяч), Лаледжін (15 тисяч), Фаменін (15 тисяч), Разан (12 тисяч), Меріанедж (10 тисяч), Корво-йе-Дарджазін (10 тисяч), Джуракан (10 тисяч).

## Географія

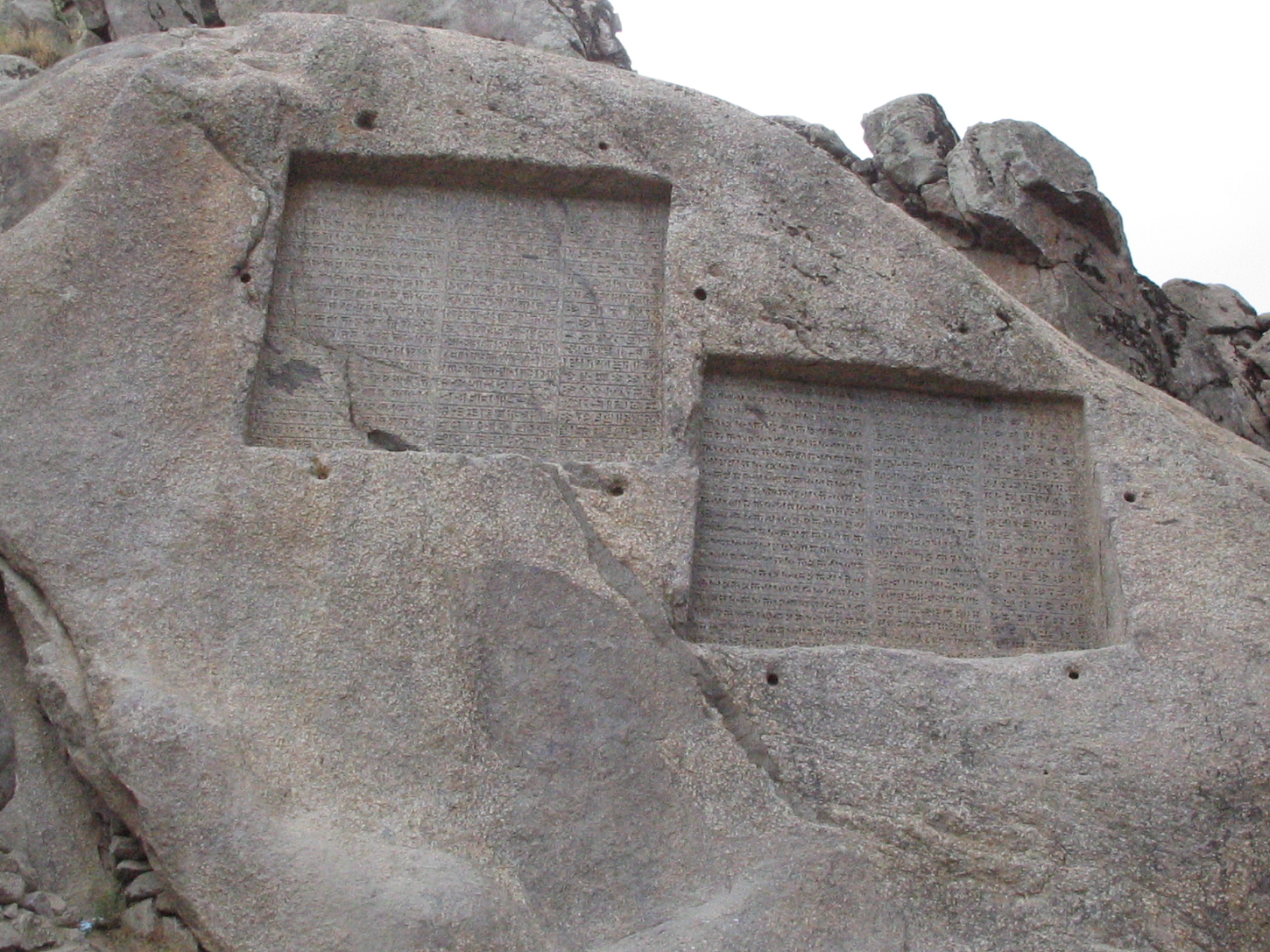
Ахеменідський напис у Ганджа-наму

Одна частина провінції знаходиться в Алвандських горах, інша — в Загросськой. У провінції м'яке літо і сувора зима.

## Населення
Жителі провінції перси, азербайджанці, курди та лури.

## Історія
Область Хамадана пов'язана з історією найдавніших царств, про що свідчать археологічні знахідки. Місто Хамадан розкинувся на місці столиці Мідії Екбатани.

## Економіка
Основні галузі економіки — сільське господарство (пшениця, ячмінь, картопля, ріпак, кавуни), харчова, текстильна, взуттєва, шкіряна промисловість, видобуток свинцево-цинкових руд, торгівля, туризм і транспорт. У місті Віян розташована Особлива економічна зона.

## Туризм
У місті Хамадан розташовані руїни Екбатани або Південної Екбатани (столиці Мідії, Ахеменідів, Парфії та Сасанідів), мавзолеї Авіценни і Баба-Тахіра, статуя «Кам'яного лева» епохи Парфії, храм і могила Есфір і Мордехая, гробниці Алаві і Яхьї, в околицях — комплекс Ганджнаме (скельні написи епохи Ахеменідів і водоспад).
У місті Туйсеркан розташовані гробниця пророка Авакума епохи Сельджукидів, мавзолей Мир Рази, медресе Шейх Алі Хані, базар епохи Каджаров, в околицях — пагорби Баба Камаль, Рудлар і Шахрестане з руїнами стародавніх поселень, село Велашджерд з руїнами міста епохи Сасанідів. У місті Нахавенд розташовані руїни епохи Ахеменідів і Сасанідів, в околицях — лагуна Гейан. У місті Малайер цікавий красивий парк, в околицях — зороастрійський храм Ношіджар. Також у провінції розташовані популярна у туристів печера Алі-Садр з системою озер і гірськолижні курорти у горах Алванд.